# Ariana Greenblatt
Ariana Marley Greenblatt (Nueva York, 27 de agosto de 2007) es una actriz estadounidense. A lo largo de su carrera ha interpretado a Daphne en la serie de televisión de comedia de Disney Channel, Stuck in the Middle (2016-2018), ha aparecido en las películas A Bad Moms Christmas (2017), Avengers: Infinity War (2018) e In the Heights (2021) y en 2023, coprotagonizó la película de ciencia ficción 65, apareció en Barbie como Sasha y en la serie de televisión, Ahsoka, como la joven Ahsoka Tano.

## Biografía
Ariana Greenblatt nació en Nueva York el 27 de agosto de 2007. Su padre y sus abuelos paternos son productores de Broadway. Es de ascendencia judía por parte de su padre, mientras que su madre es puertorriqueña.
En 2016, comenzó su carrera como actriz infantil cuando consiguió un papel protagonista en la comedia de situación de Disney Channel, Stuck in the Middle, interpretando a Daphne, la hija menor de la familia Díaz. Su primer papel cinematográfico fue como Lori en A Bad Moms Christmas en 2017. Al año siguiente, interpretó a la joven Gamora en Avengers: Infinity War, película del Universo cinematográfico de Marvel, en las escenas de flashback y visiones que tiene Thanos. Posteriormente apareció en las películas In the Heights, The One and Only Ivan y Love and Monsters.
En 2020, prestó su voz a una joven Velma Dinkley en Scoob!, y a la hija mayor de Tim, Tabitha, en The Boss Baby: Family Business, un papel que volvería a interpretar en la serie The Boss Baby: Back in the Crib. En 2023, interpretó a Koa en la película de suspenso y ciencia ficción 65 y apareció en la película Barbie, en el papel de Sasha, la hija de Gloria (America Ferrera), y como la joven Ahsoka Tano en la serie Ahsoka, de Disney+.
En 2024 interpretó a la Pequeña Tina en la adaptación del videojuego Borderlands, que se estrenó en cines en agosto de 2024. En 2025, protagonizó, Fear Street: Prom Queen, que se estrenó en Netflix el 23 de mayo, y Now You See Me 3.

## Filmografía

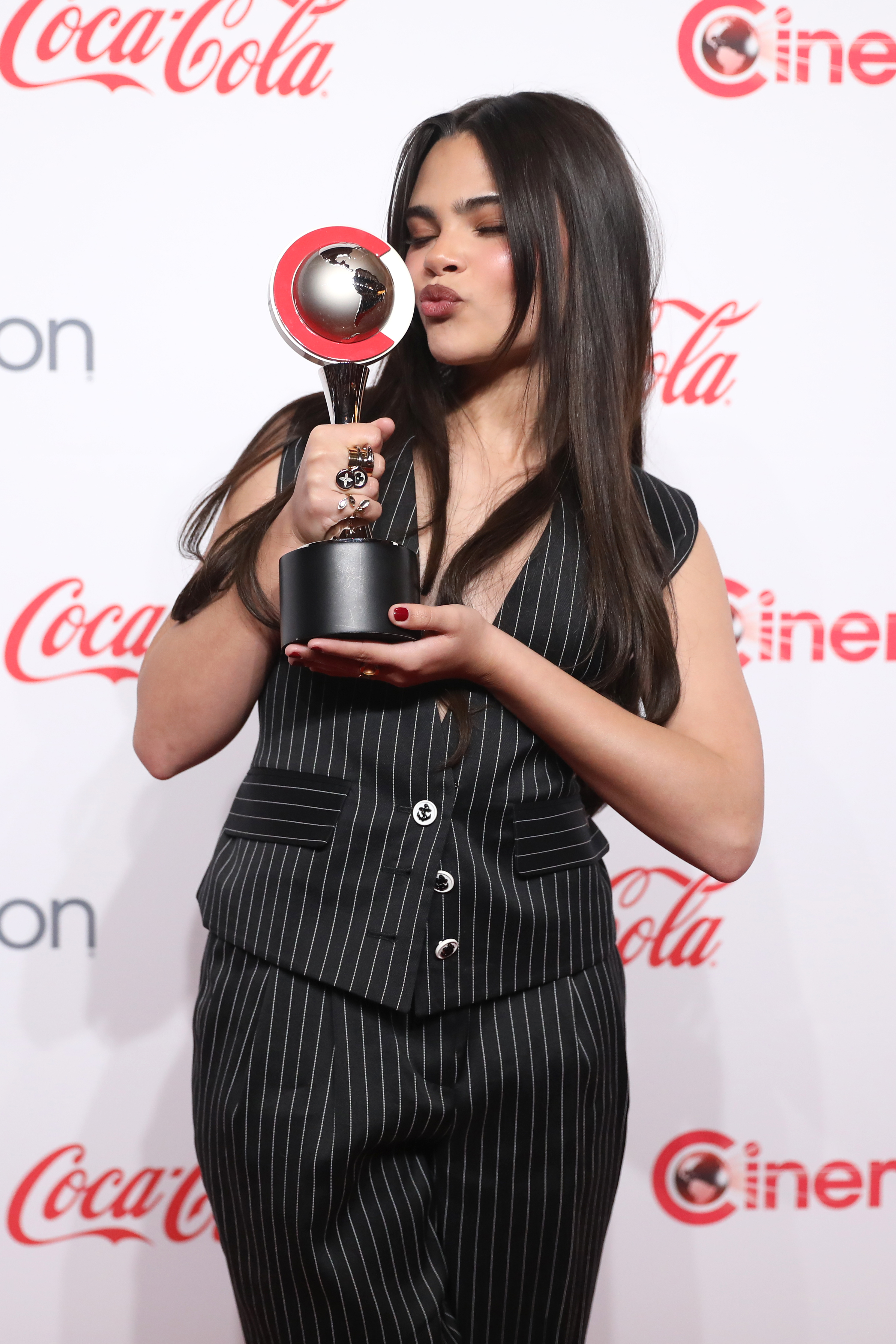
Ariana Greenblatt en la alfombra roja de los Big Screen Achievement Awards en Las Vegas, Nevada.

### Cine
| Año  | Título                         | Papel                        | Notas                 | Ref.   |
| ---- | ------------------------------ | ---------------------------- | --------------------- | ------ |
| 2017 | A Bad Moms Christmas           | Lori                         |                       |        |
| 2018 | Avengers: Infinity War         | Gamora de joven              |                       | [ 20 ] |
| 2020 | ¡Scooby!                       | Velma Dinkley de joven (voz) | Película de animación | [ 21 ] |
| 2020 | The One and Only Ivan          | Julia                        |                       | [ 22 ] |
| 2020 | Love and Monsters              | Minnow                       |                       | [ 23 ] |
| 2021 | In the Heights                 | Nina Rosario de joven        |                       |        |
| 2021 | Disomnia                       | Matilda Adams                |                       | [ 24 ] |
| 2021 | The Boss Baby: Family Business | Tabitha Templeton (voz)      | Película de animación | [ 25 ] |
| 2023 | 65                             | Koa                          |                       | [ 26 ] |
| 2023 | Barbie                         | Sasha                        |                       | [ 13 ] |
| 2024 | Borderlands                    | La pequeña Tina              |                       | [ 15 ] |
| 2025 | Fear Street: Prom Queen        | Christy Renault              | Telefilme (Netflix)   | [ 17 ] |
| 2025 | Now You See Me 3               | June                         | Posproducción         | [ 19 ] |

### Televisión
| Año       | Título                          | Papel                   | Notas                                                                 | Ref.   |
| --------- | ------------------------------- | ----------------------- | --------------------------------------------------------------------- | ------ |
| 2015      | Liv y Maddie                    | Raina                   | Episodio: «Joy-to-a-Rooney»                                           |        |
| 2016-2018 | Stuck in the Middle             | Daphne Díaz             | Papel recurrente; 57 episodios                                        |        |
| 2016      | Legendary Dudas                 | Chica joven             | Episodio: «King Sam/Karate Kids»                                      |        |
| 2018      | Dancing with the Stars: Juniors | Ella misma              | Concursante; uno de los tres subcampeones                             | [ 27 ] |
| 2022-2023 | The Boss Baby: Back in the Crib | Tabitha Templeton (voz) | Papel principal (temporada 1), recurrente (temporada 2); 16 episodios | [ 28 ] |
| 2023      | Ahsoka                          | Ahsoka Tano de joven    | Episodio: «Parte cinco: La guerrera de las sombras»                   | [ 29 ] |
| 2024      | Secret Level                    | Ana Spelunky (voz)      | Episodio: «Spelunky: Tally»                                           | [ 30 ] |

## Premios y nominaciones
| Año  | Premio                                                   | Categoría                                  | Papel                                                 | Resultado | Ref.   |
| ---- | -------------------------------------------------------- | ------------------------------------------ | ----------------------------------------------------- | --------- | ------ |
| 2021 | Premios de Música de Hollywood de Medios de Comunicación | Mejor canción original de película animada | «Together We Stand» de The Boss Baby: Family Business | Nominada  | [ 31 ] |
| 2023 | Las Vegas Film Critics Society Awards                    | Juventud en el Cine – Mujer                | Barbie                                                | Nominada  | [ 32 ] |
| 2023 | Asociación de Críticos de Cine de Washington D. C.       | Mejor Interpretación juvenil               | Barbie                                                | Nominada  | [ 33 ] |
| 2024 | Premios de la Crítica Cinematográfica                    | Mejor intérprete joven                     | Barbie                                                | Nominada  | [ 34 ] |
| 2024 | Music City Film Critics Association                      | Mejor actriz joven                         | Barbie                                                | Nominada  | [ 35 ] |
| 2024 | Premios del Sindicato de Actores                         | Mejor reparto                              | Barbie                                                | Nominada  | [ 36 ] |
| 2024 | Sociedad de Críticos de Cine de Seattle                  | Mejor Actuación Juvenil                    | Barbie                                                | Nominada  | [ 37 ] |
| 2024 | Big Screen Achievement Awards                            | Estrella en ascenso de 2024                | Ella misma                                            | Ganadora  | [ 38 ] |